# 79th Street (linea BMT West End)
79th Street è una fermata della metropolitana di New York situata sulla linea BMT West End. Nel 2019 è stata utilizzata da 1 926 290 passeggeri. È servita dalla linea D, attiva 24 ore su 24.

## Storia
La stazione fu aperta il 24 giugno 1916. Venne ristrutturata nel 2012 grazie ai fondi stanziati dall'American Recovery and Reinvestment Act.

## Strutture e impianti
La stazione è posta su un viadotto al di sopra di New Utrecht Avenue, ha due banchine laterali e tre binari, dei quali solo i due esterni sono utilizzati regolarmente. Sotto il piano binari sono posizionati due mezzanini separati e ognuno ospita un gruppo di tornelli e due scale per il piano stradale, quelle del mezzanino nord portano all'incrocio con 77th Street, quelle del mezzanino sud all'incrocio con 79th Street.